# لاورينتو ريجيكامف
| نادي الهلال السوداني= الآن
لاورينتو أوريليان ريجيكامف، من مواليد 19 سبتمبر 1975، في ترجوفيشت، دامبوفيتا، رومانيا. هو لاعب كرة قدم روماني متقاعد لعب كلاعب وسط لفرق مثل ستيوا بوخارست وإنيرجي كوتبوس الألماني. أمَّا دوليًّا فشارك مع منتخب رومانيا. وبعد انتهاء مشواره أصبح مدربا، سبق أن درب نادي الهلال السعودي، ويدرب حاليًّا نادي الترجي الرياضي التونسي.

## إنجازاته كمدرب

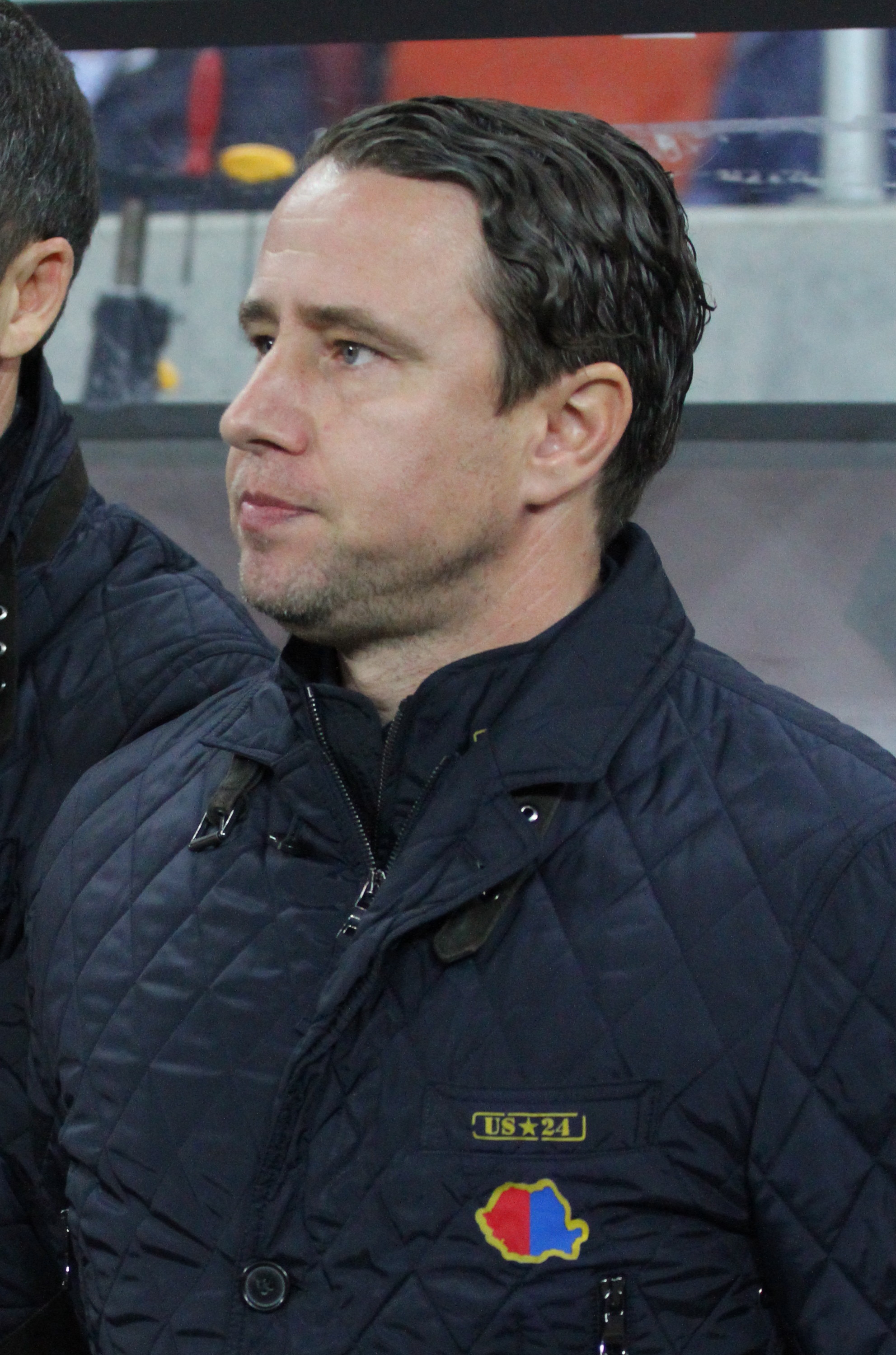
ريجيكامف سنة 2013.

وكانت لـ«ريجيكامف» ست تجارب تدريبية غير مقنعة، بدأها بعد اعتزاله كلاعب مباشرة مع نادي سناجوف عام 2009، حيث انتقل في العام التالي إلى نادي جامعة كرايوفا، وساهم في إنقاذ الفريق من الهبوط لدوري الدرجة الثانية في رومانيا، لكن إدارة النادي لم تجدد عقده بعد نهاية الموسم.
وتحوّل المدرب الشاب بعد ذلك إلى نادي جلوريا بيستريتا، ولم يكمل الموسم مع الفريق، ليعود مجدداً إلى نادي سناجوف، ليواصل تخبطه ويقرر بعد أشهر قليلة العودة إلى جامعة كرايوفا، ثم دخل في صراعات مع نجوم الفريق لتقرر إدارة النادي إقالته من دون تحقيق أي إنجازات تذكر.
وانتقل «ريجيكامف»، بعد ذلك، إلى نادٍ مغمور هو كونكورديا كياجنا، حيث ساهم في إنقاذه من الهبوط بعدما غيّر طبيعة تشكيل الفريق؛ من خلال التعاقد مع 17 لاعباً جديداً معظمهم من لاعبي الفريق الذي كان يشرف عليه، لكن ذلك لم يشفع له أيضاً وتمت إقالته.
وفي شهر مايو من عام 2012، قررت إدارة نادي ستيوا بوخارست، أحد أعرق أندية رومانيا، التعاقد معه، ونجح في موسمه الأول في قيادة الفريق لحصد لقب الدوري المحلي الذي كان غائباً عن خزائن النادي منذ سبع سنوات.
وظهر الفريق مع «ريجيكامف» بشكل مميز في مسابقة الدوري الأوروبي، حيث بلغ دور الـ16 للبطولة متجاوزاً فرقاً عريقة مثل شتوتغارت الألماني وكوبنهاغن الدانماركي وأياكس أمستردام الهولندي، قبل أن يودّع المسابقة على يد تشيلسي الإنجليزي.
وخلال الموسم نفسه؛ تمكّن المدرب من إحراز لقب كأس السوبر الروماني، بعدما فاز الفريق على بترولول بثلاثة أهداف مقابل هدف، ليحصد «ريجيكامف» لقبه الثاني مع الفريق في موسمه الأول. وعاد ستيوا ليتوّج بلقب الدوري الروماني، خلال الموسم الماضي للعام الثاني على التوالي، بعدما خسر مرة واحدة فقط طوال 34 مباراة؛ حيث فاز خلال هذا الموسم بـ22 مباراة، مقابل 11 تعادلاً.
وقبل احترافه التدريب تنقَّل «ريجيكامف»، الذي كان يلعب في خط الوسط؛ بين عدة أندية محلية وأوروبية، وبدأ مشواره عام 1993 مع نادي تراجافوستي، وخاض معه 49 مباراة سجل فيها أربعة أهداف. وانضم في الموسم التالي إلى نادي سانت بولتن النمساوي، على سبيل الإعارة، وخاض معه مباراة واحدة فقط، قبل أن يتعاقد معه نادي ستيوا بوخارست العريق، عام 2006، الذي أعاره بعد ذلك إلى نادي ليتكس لوفيتش البلغاري؛ حيث خاض معه 14 مباراة وسجل أربعة أهداف.
وعاد المدرب الروماني من جديد إلى ستيوا بوخارست، وخاض معه 73 مباراة سجل فيها خمسة أهداف، قبل أن يبدأ رحلته في ألمانيا من خلال نادي اينرجي كوتبوس، اعتباراً من عام 2000؛ حيث خاض مع الفريق 135 مباراة سجل خلالها 17 هدفاً.
وتحول المدرب خلال عام 2004 إلى نادي ألمانيا آخن واستمر معه حتى عام 2008، وخاض 107 مباريات سجل فيها 19 هدفاً. وفي عام 2008 انتقل المدرب الروماني إلى نادي كايزر سلوترن الألماني، في تجربة فاشلة لم يخض خلالها سوى مباراتين، ليعلن بعد ذلك اعتزاله اللعب، علماً بأنه خاض مباراة دولية واحدة فقط مع منتخب بلاده طوال مشواره في الملاعب.
فاز مع نادي الوحدة الإماراتي بكأس السوبر الإماراتي سنتي 2017 و2018 وحقق معه كأس الخليج العربي الإماراتي والدوري الإماراتي للمحترفين.
حاليًّا يدرب نادي الترجي الرياضي التونسي الذي فاز معه مؤخرا يلقب كأس السوبر التونسية لموسم 2023-2024 بنتيجة 2-0 ضد فريق الملعب التونسي

## الألقاب والجوائز

### الألقاب

#### التتويجات
- بطل كأس أذربيجان 2023 (مع نادي نيفتشي باكو).
- بطل دوري الدرجة الأولى الروماني: 2013، 2014 (مع نادي ستيوا بوخارست).
- بطل كأس السوبر الروماني: 2013 (مع نادي ستيوا بوخارست).
- بطل كأس الدوري الروماني[الإنجليزية]: 2016 (مع نادي ستيوا بوخارست).
- بطل كأس رابطة المحترفين الإماراتية: 2018 (مع نادي الوحدة الإماراتي).
- بطل كأس السوبر الإماراتي: 2017، 2018 (مع نادي الوحدة الإماراتي).
- بطل : كأس السوبر التونسي : لموسم 2023-2024 (مع الترجي الرياضي التونسي )

#### الوصافة
- وصيف كأس رومانيا: 2014 (مع نادي ستيوا بوخارست).
- وصيف الدوري الإماراتي للمحترفين: 2018 (مع نادي الوحدة الإماراتي).
- وصيف كأس ولي العهد السعودي: 2015 (مع نادي الهلال السعودي).
- وصيف دوري أبطال آسيا للنخبة: 2014 (مع نادي الهلال السعودي).

### الجوائز
- مدرب السنة في رومانيا: 2013.

## الحياة الشخصية
في 14 يونيو 2008، تزوج من أناماريا برودان في لاس فيغاس، والتي تعمل حاليًا كمديرة كرة قدم. في 31 أغسطس 2008، ولد ابنهما لاورينتو جونيور (في ألمانيا). لديه ابن من زواجه الأول مع "ماريانا" اسمه "لوكا"، وأنجب "ليام" من زواجه الثالث مع "كورينا كاسيوك". في أكتوبر 2021 أعلن طلاقه من أناماريا برودان.

## روابط خارجية
- لاورينتو ريجيكامف على موقع قاعدة بيانات كرة القدم.إي يو (الإنجليزية)
- لاورينتو ريجيكامف على موقع بيانات كرة القدم. دي إي (الألمانية)
- لاورينتو ريجيكامف على موقع ليكيب (الفرنسية)
- لاورينتو ريجيكامف على موقع ناشيونال فوتبول تيمز (الإنجليزية)
- لاورينتو ريجيكامف على موقع عالم كرة القدم.نت (الإنجليزية)